# Zalujjea, Muncaci
Zalujjea (în ucraineană Залужжя) este localitatea de reședință a comunei Zalujjea din raionul Muncaci, regiunea Transcarpatia, Ucraina.

## Demografie
Componența lingvistică a localității Zalujjea
     Ucraineană (98,66%)
     Alte limbi (1,27%)
Conform recensământului din 2001, majoritatea populației localității Zalujjea era vorbitoare de ucraineană (98,66%), existând în minoritate și vorbitori de alte limbi.